# Championnat du monde de Formule 1 1979
Navigation
1978 1980
Le championnat du monde de Formule 1 1979 est remporté par le Sud-Africain Jody Scheckter sur une Ferrari. Ferrari remporte le championnat du monde des constructeurs.
Cette saison, extrêmement disputée, démarre par deux victoires de Jacques Laffite sur Ligier. Lors du Grand Prix de France sur le circuit de Dijon-Prenois, Jean-Pierre Jabouille obtient la première victoire de l'écurie Renault et le premier succès d'un moteur turbocompressé en Formule 1 tandis que Gilles Villeneuve (Ferrari) et René Arnoux (Renault) se livrent un duel titanesque pour la deuxième place dans les derniers tours, se passant, se repassant, se touchant, sur et hors de la piste, pour ce qui reste considéré comme un des moments les plus forts de l'histoire de la discipline.
L'écurie Williams se révèle au plus haut niveau avec ses cinq premières victoires grâce à Alan Jones et Clay Regazzoni au volant de la FW06. Pour autant, les pilotes Ferrari émergent en tête du championnat. Jody Scheckter grâce à sa régularité et ses trois victoires, devance son coéquipier Gilles Villeneuve pour le titre mondial. Il va rester le dernier champion du monde sur Ferrari pour une période de 21 ans et le sacre de Michael Schumacher en 2000.
La saison est également marquée par le retrait brutal du double champion du monde Niki Lauda au matin des essais du Grand Prix du Canada.

## Règlement sportif
- L'attribution des points s'effectue selon le barème 9, 6, 4, 3, 2, 1.
- Seuls les quatre meilleurs résultats des sept premières manches et les quatre meilleurs résultats des huit dernières manches sont retenus.
- Les deux voitures peuvent désormais marquer des points pour le championnat constructeurs.

## Règlement technique
- Moteurs atmosphériques : 3 000 cm³
- Moteurs suralimentés : 1 500 cm3

## Pilotes et monoplaces
| Écurie                                                  | Constructeur  | Châssis       | Moteur                                                   | Pneus | no | Pilotes                |             |
| ------------------------------------------------------- | ------------- | ------------- | -------------------------------------------------------- | ----- | -- | ---------------------- | ----------- |
| Martini Racing Team Lotus                               | Lotus         | 79 80         | Ford 3.0 V8                                              | G     | 1  | Mario Andretti         | n/a         |
| Martini Racing Team Lotus                               | Lotus         | 79 80         | Ford 3.0 V8                                              | G     | 2  | Carlos Reutemann       | n/a         |
| Team Tyrrell Candy Tyrrell Racing                       | Tyrrell       | 008           | Ford 3.0 V8                                              | G     | 3  | Didier Pironi          | n/a         |
| Team Tyrrell Candy Tyrrell Racing                       | Tyrrell       | 008           | Ford 3.0 V8                                              | G     | 4  | Jean-Pierre Jarier     | n/a         |
| Team Tyrrell Candy Tyrrell Racing                       | Tyrrell       | 008           | Ford 3.0 V8                                              | G     | 4  | Geoff Lees             | n/a         |
| Team Tyrrell Candy Tyrrell Racing                       | Tyrrell       | 008           | Ford 3.0 V8                                              | G     | 33 | Derek Daly             | n/a         |
| Parmalat Racing Team                                    | Brabham       | BT48          | Alfa Romeo 3.0 V12 à plat Alfa Romeo 3.0 V12 Ford 3.0 V8 | G     | 5  | Niki Lauda             | n/a         |
| Parmalat Racing Team                                    | Brabham       | BT48          | Alfa Romeo 3.0 V12 à plat Alfa Romeo 3.0 V12 Ford 3.0 V8 | G     | 5  | Ricardo Zunino         | n/a         |
| Parmalat Racing Team                                    | Brabham       | BT48          | Alfa Romeo 3.0 V12 à plat Alfa Romeo 3.0 V12 Ford 3.0 V8 | G     | 6  | Nelson Piquet          | n/a         |
| Marlboro Team McLaren                                   | McLaren       | M28           | Ford 3.0 V8                                              | G     | 7  | John Watson            | Alain Prost |
| Marlboro Team McLaren                                   | McLaren       | M28           | Ford 3.0 V8                                              | G     | 8  | Patrick Tambay         | Alain Prost |
| ATS Wheels                                              | ATS           | D2            | Ford 3.0 V8                                              | G     | 9  | Hans-Joachim Stuck     | n/a         |
| Scuderia Ferrari SpA SEFAC                              | Ferrari       | 312 T3 312 T4 | Ferrari 3.0 flat-12                                      | M     | 11 | Jody Scheckter         | n/a         |
| Scuderia Ferrari SpA SEFAC                              | Ferrari       | 312 T3 312 T4 | Ferrari 3.0 flat-12                                      | M     | 12 | Gilles Villeneuve      | n/a         |
| Fittipaldi Automotive                                   | Fittipaldi    | F6            | Ford 3.0 V8                                              | G     | 14 | Emerson Fittipaldi     | n/a         |
| Fittipaldi Automotive                                   | Fittipaldi    | F6            | Ford 3.0 V8                                              | G     | 19 | Alex Ribeiro           | n/a         |
| Équipe Renault Elf                                      | Renault       | RS01          | Renault 1.5 V6 turbo                                     | M     | 15 | Jean-Pierre Jabouille  | n/a         |
| Équipe Renault Elf                                      | Renault       | RS01          | Renault 1.5 V6 turbo                                     | M     | 16 | René Arnoux            | n/a         |
| Samson Shadow Racing Cars Interscope Shadow Racing Cars | Shadow        | DN9           | Ford 3.0 V8                                              | G     | 17 | Jan Lammers            | n/a         |
| Samson Shadow Racing Cars Interscope Shadow Racing Cars | Shadow        | DN9           | Ford 3.0 V8                                              | G     | 18 | Elio De Angelis        | n/a         |
| Olympus Cameras Wolf Racing                             | Wolf          | WR8           | Ford 3.0 V8                                              | G     | 20 | James Hunt             | n/a         |
| Olympus Cameras Wolf Racing                             | Wolf          | WR8           | Ford 3.0 V8                                              | G     | 20 | Keke Rosberg           | n/a         |
| Team Ensign                                             | Ensign        | N179          | Ford 3.0 V8                                              | G     | 22 | Derek Daly             | n/a         |
| Team Ensign                                             | Ensign        | N179          | Ford 3.0 V8                                              | G     | 22 | Patrick Gaillard       | n/a         |
| Team Ensign                                             | Ensign        | N179          | Ford 3.0 V8                                              | G     | 22 | Marc Surer             | n/a         |
| Team Merzario                                           | Merzario      | A2            | Ford 3.0 V8                                              | G     | 24 | Arturo Merzario        | n/a         |
| Team Merzario                                           | Merzario      | A2            | Ford 3.0 V8                                              | G     | 24 | Gianfranco Brancatelli | n/a         |
| Ligier Gitanes                                          | Ligier        | JS11          | Ford 3.0 V8                                              | G     | 25 | Patrick Depailler      | n/a         |
| Ligier Gitanes                                          | Ligier        | JS11          | Ford 3.0 V8                                              | G     | 25 | Jacky Ickx             | n/a         |
| Ligier Gitanes                                          | Ligier        | JS11          | Ford 3.0 V8                                              | G     | 26 | Jacques Laffite        | n/a         |
| Albilad-Saudia Racing Team                              | Williams      | FW06          | Ford 3.0 V8                                              | G     | 27 | Alan Jones             | n/a         |
| Albilad-Saudia Racing Team                              | Williams      | FW06          | Ford 3.0 V8                                              | G     | 28 | Clay Regazzoni         | n/a         |
| Warsteiner Arrows Racing Team                           | Arrows        | A1B           | Ford 3.0 V8                                              | G     | 29 | Riccardo Patrese       | n/a         |
| Warsteiner Arrows Racing Team                           | Arrows        | A1B           | Ford 3.0 V8                                              | G     | 30 | Jochen Mass            | n/a         |
| Team Rebaque                                            | Lotus Rebaque | 79 HR100      | Ford 3.0 V8                                              | G     | 31 | Héctor Rebaque         | n/a         |
| Autodelta                                               | Alfa Romeo    | 177 179       | Alfa Romeo 3.0 V12 à plat Alfa Romeo 3.0 V12             | G     | 35 | Bruno Giacomelli       | n/a         |
| Autodelta                                               | Alfa Romeo    | 177 179       | Alfa Romeo 3.0 V12 à plat Alfa Romeo 3.0 V12             | G     | 36 | Vittorio Brambilla     | n/a         |
| Willi Kauhsen Racing Team                               | Kauhsen       | WK            | Ford 3.0 V8                                              | G     | 36 | Gianfranco Brancatelli | n/a         |

Au lendemain de la domination écrasante des Lotus 79 qui ont survolé la saison 1978 et établi la supériorité des wing-cars, la concurrence s'organise. Malgré le désavantage d'utiliser des moteurs 12 cylindres dont l'encombrement ne permet pas d'aller aussi loin que Lotus dans le concept du châssis en forme d'aile d'avion inversée, Ferrari et Brabham-Alfa Romeo ont sorti des nouvelles voitures que l'on peut qualifier de « wing-cars ». L'écurie qui semble être allée le plus loin dans la voie de l'imitation des Lotus est l'équipe française Ligier qui a d'ailleurs troqué son moteur V12 Matra Sports pour un classique V8 Cosworth. Les nouvelles Ligier JS11 ont ainsi fait grosse impression lors des essais hivernaux.
Le marché des pilotes a été particulièrement agité. Le transfert le plus marquant a été celui de l'Argentin Carlos Reutemann passé de Ferrari à Lotus où il remplace le malheureux Ronnie Peterson. Sa place laissée vacante chez Ferrari est désormais occupée par Jody Scheckter qui a quitté une écurie Wolf Racing en perte de vitesse. Wolf peut se consoler de la perte du brillant pilote sud-africain avec le recrutement de l'ancien champion du monde James Hunt. Hunt est remplacé chez McLaren par le Nord-Irlandais John Watson auquel le jeune Brésilien Nelson Piquet, déjà vu en 1978 en tant que troisième pilote, succède chez Brabham.
On note également le passage de Depailler de Tyrrell à Ligier qui, comme Renault, aligne une deuxième voiture afin de bien figurer au championnat des constructeurs, pour lequel les deux voitures peuvent désormais marquer des points et plus seulement la mieux classée. Depailler est remplacé chez Tyrrell par Jean-Pierre Jarier qui a fait grosse impression lors de son interim chez Lotus fin 1978.

## Résumé du championnat du monde 1979
Dès l'ouverture de la saison en Argentine, les Ligier se montrent à la hauteur des espoirs placés en elles. Laffite et Depailler monopolisent la première ligne de la grille de départ avant de survoler la course. Des soucis d'allumage rencontrés en fin de course par Depailler qui se classe quatrième privent l'écurie française du doublé qui intervient deux semaines plus tard au Brésil, au terme d'une nouvelle implacable domination des « Bleus ». À deux reprises sur le podium, seul Carlos Reutemann sur la vieille Lotus 79 ne ressort pas laminé du périple sud-américain.
Nouveau rapport de force en Afrique du Sud où les Ligier apparaissent moins à leur avantage. Malgré la pole de Jabouille sur la Renault, première pole position d'un moteur turbo en F1, cette technologie s'avérant particulièrement efficace sur le circuit en altitude de Kyalami où les moteurs atmosphériques perdent de la puissance, ce sont les Ferrari qui dominent l'épreuve. Sur une piste humide s'assèchant, Scheckter réussit le pari de rester en pneus slicks ce qui lui permet d'économiser un arrêt ravitaillement et de s'envoler vers la victoire. Un freinage raté en vue de l'arrivée l'oblige finalement à observer cet arrêt qu'il avait su éviter et à concéder la victoire à son équipier Gilles Villeneuve. À Long Beach Gilles Villeneuve survole les débats d'un bout à l'autre de la course et s'empare de la tête du championnat devant Laffite.
En perte de vitesse après leur tonitruant début de saison, les Ligier reprennent la main en Espagne. Malgré une nouvelle pole de Laffite, Depailler s'impose en profitant de la casse moteur de Laffite, qui a effectué un surrégime en ratant un changement de vitesses, et revient à la hauteur de Villeneuve au classement du championnat du monde tandis que Reutemann et Scheckter, modèles de régularité, restent en embuscade.
En Belgique, on retrouve les deux Ligier en première ligne mais la sensation de la course est la prestation de l'australien Alan Jones, dominateur au volant de sa Williams FW07 apparue au Grand Prix précédent et qui, comme la Ligier, est une wing-car très réussie qui tire grandement son inspiration de la fameuse Lotus 79. Le baroud de Jones prend fin à la suite d'une défaillance technique et la victoire revient à l'opportuniste Jody Scheckter devant Laffite. Les deux hommes prennent ainsi les commandes du championnat (en réalité, Scheckter a marqué un point de plus, mais avec déjà cinq arrivées dans les points, il doit décompter sa sixième place du Grand Prix du Brésil). Scheckter doit attendre le Grand Prix de Monaco pour enfin prendre seul la tête du championnat, malgré l'obligation qui lui est faite de soustraire un nouveau moins bon résultat, en l'occurrence sa quatrième place de Jarama.
De plus en plus en difficulté face aux Ferrari, l'écurie Ligier subit un coup dur peu de temps après l'épreuve monégasque. Gravement touché aux jambes dans un accident de deltaplane, Patrick Depailler est forfait pour le reste de la saison. Si le pilote le plus rapide de l'équipe est bien Jacques Laffite, Depailler brille par sa grande expertise technique et son sens de la mise au point, domaine dans lequel Laffite n'est pas d'un aussi grand secours. Pour le remplacer, Guy Ligier a dans un premier temps réussi à convaincre James Hunt qui a claqué la porte de l'écurie Wolf à l'issue du Grand Prix de Monaco. Walter Wolf prend acte du départ du champion anglais mais refuse de le voir partir dans une autre équipe. Ligier se tourne alors vers le vétéran belge Jacky Ickx qui brille désormais en Sport-prototypes.
Le Grand Prix de France disputé à Dijon entre dans l'histoire de la Formule 1 pour deux raisons : Jean-Pierre Jabouille y signe en effet la première victoire d'une Renault en F1 et le tout premier succès d'un moteur turbo deux ans après son apparition en F1. Cette victoire historique est éclipsée par le duel titanesque que se sont livrés en toute fin de course Arnoux sur l'autre Renault et Gilles Villeneuve. Au terme d'une lutte d'une intensité jamais égalée dans l'histoire de la F1 (à plusieurs reprises les voitures se toucheront, ce qui n'empêchera pas les deux hommes de partager leur hilarité sur le podium), Villeneuve parvient à résister à la Renault.
À Silverstone, où ni les Ligier ni les Ferrari ne sont dans le coup, les Williams dominent mais, comme en Belgique, une panne mécanique empêche Jones de décrocher un succès mérité qui revient à son coéquipier Clay Regazzoni et offre à l'écurie Williams la première victoire de son histoire. C'est le début d'une longue série pour Williams, puisque malgré les prestations souvent éclatantes des Renault en qualifications, Jones s'impose lors des trois courses suivantes. Au championnat, force reste aux Ferrari, dominées en vitesse pure depuis l'apparition de la nouvelle Williams mais d'une grande régularité. À l'issue du Grand Prix des Pays-Bas, Scheckter est ainsi leader du championnat avec 44 points devant Laffite 36 points, Jones 34 points, et Villeneuve 32 points.
En Italie, profitant d'une méforme passagère des Williams, les Ferrari signent un facile doublé dans l'ordre Scheckter-Villeneuve. Cette victoire ne rapporte que 7 points à Scheckter obligé de décompter les deux points de sa cinquième place de Silverstone, mais par le jeu des décomptes auxquels seraient eux aussi soumis ses adversaires les plus proches s'ils venaient à briller lors des deux dernières épreuves de la saison, cela suffit à lui assurer mathématiquement le titre de champion du monde.
Au Canada, Jones renoue avec le succès après avoir dominé Villeneuve qui prendra sa revanche à Watkins Glen. Mais l'« affaire » du week-end canadien est surtout le retrait brutal de la compétition du double champion du monde Niki Lauda. Frustré par une saison catastrophique (la Brabham-Alfa Romeo s'est avérée aussi peu fiable que compétitive), le pilote autrichien a subitement annoncé qu'il mettait un terme à sa carrière au matin des premiers essais. C'est en lançant un appel sur la radio du circuit que son employeur Bernie Ecclestone parvient in-extremis à lui trouver un remplaçant pour la course, en l'occurrence le modeste pilote argentin Ricardo Zunino.

## Grands Prix de la saison 1979
Initialement prévu le 16 juin, le Grand Prix de Suède, disputé à Anderstorp, est annulé.
| no  | Date         | Grand Prix                      | Lieu           | Vainqueur             | Écurie        | Pole position         | Record du tour    | Résumé |
| --- | ------------ | ------------------------------- | -------------- | --------------------- | ------------- | --------------------- | ----------------- | ------ |
| 314 | 21 janvier   | Grand Prix d'Argentine          | Buenos Aires   | Jacques Laffite       | Ligier-Ford   | Jacques Laffite       | Jacques Laffite   | Résumé |
| 315 | 4 février    | Grand Prix du Brésil            | Interlagos     | Jacques Laffite       | Ligier-Ford   | Jacques Laffite       | Jacques Laffite   | Résumé |
| 316 | 3 mars       | Grand Prix d'Afrique du Sud     | Kyalami        | Gilles Villeneuve     | Ferrari       | Jean-Pierre Jabouille | Gilles Villeneuve | Résumé |
| 317 | 8 avril      | Grand Prix des États-Unis Ouest | Long Beach     | Gilles Villeneuve     | Ferrari       | Gilles Villeneuve     | Gilles Villeneuve | Résumé |
| 318 | 29 avril     | Grand Prix d'Espagne            | Jarama         | Patrick Depailler     | Ligier-Ford   | Jacques Laffite       | Gilles Villeneuve | Résumé |
| 319 | 13 mai       | Grand Prix de Belgique          | Zolder         | Jody Scheckter        | Ferrari       | Jacques Laffite       | Gilles Villeneuve | Résumé |
| 320 | 27 mai       | Grand Prix de Monaco            | Monaco         | Jody Scheckter        | Ferrari       | Jody Scheckter        | Patrick Depailler | Résumé |
| 321 | 1er juillet  | Grand Prix de France            | Dijon-Prenois  | Jean-Pierre Jabouille | Renault       | Jean-Pierre Jabouille | René Arnoux       | Résumé |
| 322 | 14 juillet   | Grand Prix de Grande-Bretagne   | Silverstone    | Clay Regazzoni        | Williams-Ford | Alan Jones            | Clay Regazzoni    | Résumé |
| 323 | 29 juillet   | Grand Prix d'Allemagne          | Hockenheim     | Alan Jones            | Williams-Ford | Jean-Pierre Jabouille | Gilles Villeneuve | Résumé |
| 324 | 12 août      | Grand Prix d'Autriche           | Österreichring | Alan Jones            | Williams-Ford | René Arnoux           | René Arnoux       | Résumé |
| 325 | 26 août      | Grand Prix des Pays-Bas         | Zandvoort      | Alan Jones            | Williams-Ford | René Arnoux           | Gilles Villeneuve | Résumé |
| 326 | 9 septembre  | Grand Prix d'Italie             | Monza          | Jody Scheckter        | Ferrari       | Jean-Pierre Jabouille | Clay Regazzoni    | Résumé |
| 327 | 30 septembre | Grand Prix du Canada            | Montréal       | Alan Jones            | Williams-Ford | Alan Jones            | Alan Jones        | Résumé |
| 328 | 7 octobre    | Grand Prix des États-Unis Est   | Watkins Glen   | Gilles Villeneuve     | Ferrari       | Alan Jones            | Nelson Piquet     | Résumé |

| Date         | Grand Prix                                 | Lieu         | Vainqueur         | Écurie             | Pole position     | Record du tour    | Résumé |
| ------------ | ------------------------------------------ | ------------ | ----------------- | ------------------ | ----------------- | ----------------- | ------ |
| 15 avril     | XIII Marlboro/Daily Mail Race of Champions | Brands Hatch | Gilles Villeneuve | Ferrari            | Mario Andretti    | Nelson Piquet     | Résumé |
| 16 septembre | Gran Premio Dino Ferrari                   | Imola        | Niki Lauda        | Brabham-Alfa Romeo | Gilles Villeneuve | Gilles Villeneuve | Résumé |

Le 3 juin est organisé sur le circuit de Donington Park le Gunnar Nilsson Memorial Trophy, un contre-la-montre hors-championnat destiné à rassembler des fonds pour la fondation Gunnar Nilsson, en hommage au pilote suédois mort en octobre 1978 des suites d'un cancer.
| Pos. | Pilote         | Voiture                  | Chrono        | Écart    |
| ---- | -------------- | ------------------------ | ------------- | -------- |
| 1    | Alan Jones     | Williams-Ford FW07       | 1 min 01 s 37 |          |
| 2    | James Hunt     | Wolf-Ford WR8            | 1 min 02 s 54 | + 1 s 17 |
| 3    | Mario Andretti | Lotus-Ford 79            | 1 min 02 s 67 | + 1 s 30 |
| 4    | Nelson Piquet  | Brabham-Alfa Romeo BT46B | 1 min 03 s 61 | + 2 s 24 |
| 5    | Rupert Keegan  | Arrows-Ford A1B          | 1 min 05 s 09 | + 3 s 72 |

## Classement des pilotes
| Classement | Pilote                | Points  |
| ---------- | --------------------- | ------- |
| Champion   | Jody Scheckter        | 51 (60) |
| 2e         | Gilles Villeneuve     | 47 (53) |
| 3e         | Alan Jones            | 40 (43) |
| 4e         | Jacques Laffite       | 36      |
| 5e         | Clay Regazzoni        | 29 (32) |
| 6e         | Patrick Depailler     | 20 (22) |
| 7e         | Carlos Reutemann      | 20 (25) |
| 8e         | René Arnoux           | 17      |
| 9e         | John Watson           | 15      |
| 10e        | Didier Pironi         | 14      |
| 11e        | Jean-Pierre Jarier    | 14      |
| 12e        | Mario Andretti        | 14      |
| 13e        | Jean-Pierre Jabouille | 9       |
| 14e        | Niki Lauda            | 4       |
| 15e        | Elio De Angelis       | 3       |
| 16e        | Nelson Piquet         | 3       |
| 17e        | Jacky Ickx            | 3       |
| 18e        | Jochen Mass           | 3       |
| 19e        | Hans-Joachim Stuck    | 2       |
| 20e        | Riccardo Patrese      | 2       |
| 21e        | Emerson Fittipaldi    | 1       |

## Classement des constructeurs
| Classement | Écurie             | Points |
| ---------- | ------------------ | ------ |
| Champion   | Ferrari            | 113    |
| 2e         | Williams-Ford      | 75     |
| 3e         | Ligier-Ford        | 61     |
| 4e         | Lotus-Ford         | 39     |
| 5e         | Tyrrell-Ford       | 28     |
| 6e         | Renault            | 26     |
| 7e         | McLaren-Ford       | 15     |
| 8e         | Brabham-Alfa Romeo | 7      |
| 9e         | Arrows-Ford        | 5      |
| 10e        | Shadow-Ford        | 3      |
| 11e        | ATS-Ford           | 2      |
| 12e        | Fittipaldi-Ford    | 1      |
| 13e        | Brabham-Ford       | 0      |
| 14e        | Wolf-Ford          | 0      |
| 15e        | Ensign-Ford        | 0      |
| 16e        | Alfa Romeo         | 0      |
| 17e        | Rebaque-Ford       | 0      |
| 18e        | Merzario-Ford      | 0      |
| 19e        | Kauhsen-Ford       | 0      |